# L'emigrante (film 1973)
L'emigrante è un film del 1973 diretto da Pasquale Festa Campanile.
La pellicola ha come protagonisti Adriano Celentano e Claudia Mori.

## Trama
Napoli inizi ‘900. Saturnino Cavallo lascia la moglie e il piccolo Peppino per cercare fortuna in America. Di lui si perdono le tracce. Peppino, divenuto adulto, decide di andarlo a cercare ma il visto gli viene negato perché non ha prestato servizio militare. Così decide di imbarcarsi clandestinamente travestendosi da donna. Sul piroscafo s'imbatte in Rosita Flores, una bella cantante italiana che fa spettacoli per un boss italo-americano. Rosita lo prende a suo servizio come cameriera ma, quando scopre che è un uomo, urla spaventata e accorrono i guardaspalle del boss: intenzionati a dare una lezione a Peppino, si ritrovano pestati a dovere da quest'ultimo. Peppino viene quindi arrestato.
In America, Rosita viene accolta dal Boss Don Nicolone Salento e Peppino viene portato via dalla polizia ma, grazie all'intervento del boss, su richiesta di Rosita, viene rilasciato poco dopo, non prima di aver fatto amicizia con Toni, anarchico e dinamitardo. Peppino comincia così la ricerca di suo padre, partendo da Little Italy. Sempre più innamorato di Rosita, decide di trovarsi un'occupazione e, dopo diversi tentativi, trova lavoro come "attrazione" in un lussuoso locale. Rosita, malgrado contraccambi l'amore di Peppino, non vuole fare il grande passo perché teme di non avere una sicurezza economica e un futuro dignitoso. 
Peppino promette a Rosita che, quando lei sarà tornata dal suo prossimo tour, lui sarà diventato ricco, ma per realizzare il suo sogno è costretto a chiedere lavoro a Don Nicolone. Il boss accetta e Peppino ben presto diventa il suo fidato braccio destro. Durante una festa, Don Nicolone confessa a Peppino che suo padre è morto annegato in mare mentre era imbarcato su una nave diretta in Giappone. Rosita torna e i due decidono di sposarsi. Mentre Peppino è al ristorante per i preparativi del ricevimento, riceve la visita di Ralph, un gangster che gli consegna un portafoglio con una foto che ritrae la madre di Peppino e lo stesso Peppino bambino. Peppino scopre così la verità: suo padre non è annegato ma è stato ucciso da Don Nicolone perché dava fastidio alla mafia aiutando i deboli. Peppino va quindi dal boss e lo smaschera. È quasi spinto ad ucciderlo ma poco dopo entra Ralph che uccide il boss e ne prende il posto.
Le impronte sull'arma del delitto incastrano Peppino e quando i poliziotti vanno ad arrestarlo, il dinamitardo Toni, per aiutare l'amico a scappare, fa esplodere un ordigno: Peppino illeso riesce a scappare con Toni, ma quest'ultimo, gravemente ferito, chiede un ultimo desiderio: morire tra le braccia di una bella donna. Dopo aver pagato una prostituta della zona e aver visto l'amico morire baciando la donna, Peppino torna nella propria auto, ma ad attenderlo c'è un manipolo di uomini della polizia che lo conducono in carcere. Rosita chiede a Ralph di organizzare l'evasione, che avverrà nascondendosi dentro una custodia di contrabbasso che verrà imbarcata su una nave diretta in Italia. Una volta arrivata al porto, la custodia viene agganciata da una gru e sollevata sulla nave. Prima che tocchi il ponte della nave, Ralph spara alcuni colpi contro la custodia sotto gli occhi disperati di Rosita che crede di aver perso il suo amato: ma dentro la custodia ci sono solo due sacchi di patate. Peppino è invece sano e salvo.